# جولیان فیرت
جولیان فیرت (انگلیسی: Julian Firth؛ زادهٔ ۱۹۶۰) بازیگر اهل انگلستان است.
از فیلم‌ها یا برنامه‌های تلویزیونی که وی در آن نقش داشته است، می‌توان به مارگارت، تفاله، ملکه، مسحور، پوآرو، بلوز آکسفورد و سایه طناب دار اشاره کرد.